# Duesme
Duesme település Franciaországban, Côte-d’Or megyében. Lakosainak száma 46 fő (2022. január 1.). Duesme Étalante, Orret, Quemigny-sur-Seine, Aignay-le-Duc és Baigneux-les-Juifs községekkel határos.

## Népesség
A település népességének változása:
| Lakosok száma | 87   | 47   | 55   | 62   | 46   | 51   | 53   | 53   | 51   | 46   |
|               | 1968 | 1982 | 1990 | 2006 | 2013 | 2015 | 2017 | 2019 | 2020 | 2022 |